# In memoriam: Júlio de Castilho
In memoriam: Júlio de Castilho foi publicado em Lisboa, no ano de 1920, pela Tipografia da Empresa Diário de Noticias,  com um total de 194 páginas, contendo o testamento do próprio Júlio de Castilho. Nesta obra são compilados vários textos da autoria de ilustres individualidades contemporâneas e admiradoras de Júlio de Castilho, a saber: Miguel Trancoso, Branca de Gonta Colaço, Matos Sequeira, Xavier da Cunha, António Baião, Pedro Maria Torres Cabrera, Anselmo Braamcamp Freire, Conde de Sabugosa, João Franco Monteiro, Tomás Maria de Almeida Manuel de Vilhena e Tomás de Mello Breyner entre outros. Pertence à rede de Bibliotecas municipais de Lisboa e é considerado uma "raridade bibliográfica".